# Хоргос (село)
Хоргос (каз. Қорғас) — село в Панфиловском районе Жетысуской области Казахстана. Входит в состав Пиджимского сельского округа. Находится примерно в 31 км к востоку от города Жаркента, на правом берегу одноимённой реки. Код КАТО — 195645400.

## История
В 1871 году вошёл в состав Российской империи, в 1881 году договор об Илийском крае окончательно оставил левый берег реки Хоргоса за Россией, затем СССР и Казахстаном. Основан в 1882 году как казачий выселок Хоргосский. С тех пор в посёлке располагается стратегически важный контрольно-пропускной пункт казахстанско-китайской границы. В 1930х годах на заставе служил Константин Черненко.

## Население
В 1999 году население села составляло 670 человек (324 мужчины и 346 женщин). По данным переписи 2009 года в селе проживало 875 человек (442 мужчины и 433 женщины).

## Транспорт
Через село проходит трансконтинентальная автомагистраль «Западная Европа — Западный Китай». К юго-западу от села расположена железнодорожная станция Алтынколь.